# حياة مشرقة أخرى
حياة مشرقة أخرى، أو كما يُطلق عليها بالإنجليزية (another brilliant life)، تم انتاجه من قبل تليفزيون مقاطعة خوبي عام 2011. الفيلم الرومانسي الذي يُحاكي الموضة حينها بمساعدة أشهر ممثلي ذلك العصر. قام المنتج السابق لي شيانغ بانتاج هذا الفيلم، وقام جوانغ شون شين باخراج هذا الفيلم، وقام كلاً من  جيانغ كاي تونغ، بو هاي تجن، هانغ تشانغ يو، شين مي شين، تشياو تشياوو جانغ دا مين وغيرهم بأداء أدوار البطولة. تمبدا تصوير الفيلم في السابع من يوليو عام 2011، وتم عرضه على الشاشات في السادس من يناير عام 2012.

## قصة الفيلم
تدور قصة الفيلم حول تعرض كلاً من ليو دا مينغ و جوان يو إلى حادث سيارة، ونُقلا إلى المسشفى لإجراء عملية جراحية لهم، وبعد ذلك تم التبديل بين بطاقة هويتهم ، وتبدلت حياة كلاهم، اكتسب جوان يو مظهر ليو دا مينغ الخارجي، وعاش كلاً منهم حياة الأخر، وأصبح الفنان ليو دا مينغ نادلاً.